# (9396) Yamaneakisato
(9396) Yamaneakisato est un astéroïde de la ceinture principale.

## Description
(9396) Yamaneakisato est un astéroïde de la ceinture principale. Il fut découvert le 17 août 1994 à Ōizumi par Takao Kobayashi. Il présente une orbite caractérisée par un demi-grand axe de 3,09 UA, une excentricité de 0,17 et une inclinaison de 1,9° par rapport à l'écliptique.

## Compléments